# Kharar
Kharar (en punyabí: ਖਰੜ ) es una ciudad de la India en el distrito de Sahibzada Ajit Singh Nagar, estado de Punyab.

## Geografía
Se encuentra a una altitud de 310 m s. n. m. a 16 km de la capital estatal, Chandigarh, en la zona horaria UTC +5:30.

## Demografía
Según estimación 2010 contaba con una población de 54 417 habitantes.